# Експансіоністський націоналізм

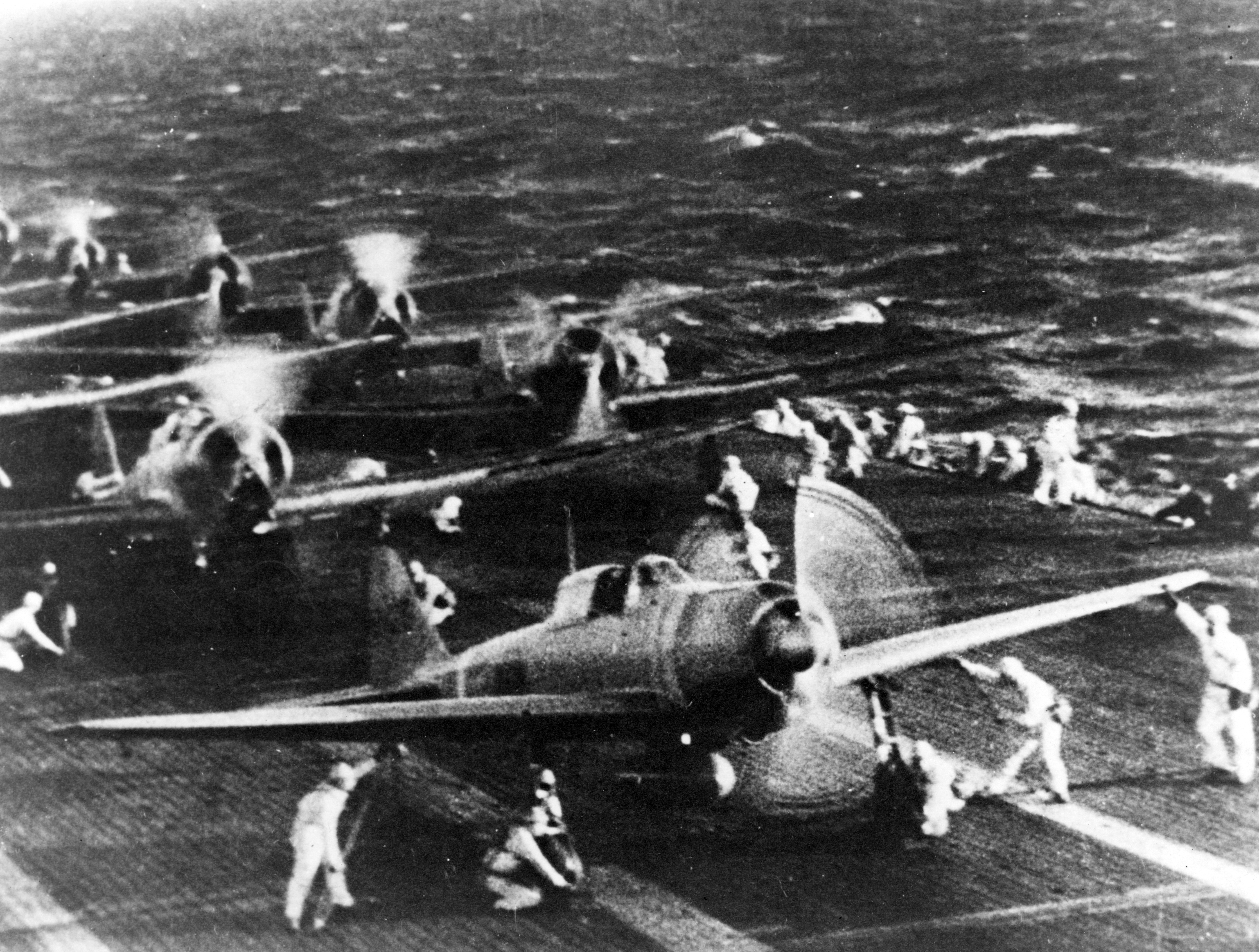
Експансіоністський націоналізм та мілітаризм Японії під час Другої світової. На фото — літаки перед атакою на Перл-Гарбор

Експансіоні́стський націоналі́́зм — агресивна і радикальна форма націоналізму, яка включає автономні патріотичні настрої з вірою в експансіонізм. Термін був введений в кінці дев'ятнадцятого століття, коли європейські держави брали участь у колоніальному розподілі Африки в ім'я національної слави, але найчастіше асоціюється з мілітаристськими урядами XX ст., включаючи уряди нацистської Німеччини та Японської імперії. Американське поняття, доктрина «явне призначення» (англ. Manifest Destiny), також часто наводиться як приклад.

## Ідеологія
Різниця експансіоністського націоналізму від ліберального у тому, що перший приймає шовінізм, віру в перевагу або панування. Нації, таким чином, не вважаються рівними на своє право самовизначення, а деякі країни, згідно з точкою зору експансіоністських націоналістів, мають характеристики і якості, які роблять їх вище за інших. Тому експансіоністський націоналізм стверджує, що держава має право на збільшення своїх кордонів за рахунок своїх сусідів.
З точки зору агресивності і типу дії експансіоністський націоналізм є найвищою формою радикального націоналізму, що ставить його чи не на один щабель з нацизмом.